# Крушенок, Андрей Селивёрстович
Андрей Селивёрстович Крушенок (20 июля 1925, Александродар, Екатеринославская губерния — 20 июля 2014, Москва) — советский футболист, защитник.

## Биография
Родился в посёлке Александров Дар Криворожского округа Екатеринославской губернии Украинской ССР (ныне в черте города Кривой Рог).
Мать умерла когда Андрею было полгода, в 1934 году умер отец. В 1935 году отправлен в рабочий посёлок Щёкино Московской области (ныне город в Тульской области), где начал заниматься футболом, воспитывался братьями.
Благодаря старшим братьям вернулся в Кривой Рог, где начал работать на коксохимическом заводе мотористом.
С 15 августа 1941 года остался в оккупированном немецкими войсками Кривом Роге. В феврале 1944 года, после освобождения города, мобилизован в Красную армию, прошёл подготовку на курсах пулемётчиков под Харьковом.
В годы Великой Отечественной войны с 1944 по 1945 год служил в дивизионной разведроте. В ночь с 24 на 25 апреля 1945 года, участвуя в разведывательной операции в районе деревни Обер Пауловиц (нем. Ober Paulowitz; ныне деревня Горни Повелице, Чехия) проявил храбрость, за что был награждён Орденом Славы 3-й степени.
После окончания войны играл в команде Оккупационных войск. С 1948 года — в команде ЦДСА. В 1949 году провёл единственный полноценный сезон в основе — 28 матчей. В 1950—1951 годах сыграл по три матча. В 1952 году провёл два матча, но команда была расформирована, а игры — аннулированы. Был определён в ВВС, но матчей не играл. В 1953—1955 годах играл за московский «Локомотив», куда его пригласил бывший тренер ЦДСА Борис Аркадьев.
В 30 лет завершил карьеру игрока. Перешел на работу в депо «Измайлово» Московского метрополитена, машинистом первого класса. Работал в депо до выхода на пенсию в 1985 году.
Умер 20 июля 2014 года в Москве.

## Награды
- Орден Славы 3-й степени;
- Орден «Знак Почёта»;
- Орден Отечественной войны 2-й степени[2].